# Роґалінек
Роґалінек (пол. Rogalinek, нім. Warthebrück) — село в Польщі, у гміні Мосіна Познанського повіту Великопольського воєводства.
Населення — 1586 осіб (2011).
У 1975-1998 роках село належало до Познанського воєводства.

## Демографія
Демографічна структура станом на 31 березня 2011 року:
|          | Загалом | Допрацездатний вік | Працездатний вік | Постпрацездатний вік |
| -------- | ------- | ------------------ | ---------------- | -------------------- |
| Чоловіки | 772     | 169                | 540              | 63                   |
| Жінки    | 814     | 173                | 494              | 147                  |
| Разом    | 1586    | 342                | 1034             | 210                  |